# パレストロの戦い (1859年)
パレストロの戦い（パレストロのたたかい、英: Battle of Palestro; 伊: Battaglia di Palestro）は、第二次イタリア独立戦争中の1859年5月31日、イタリア北西部ロンバルディア地方のパレストロを中心に行われた戦闘。ヴィットーリオ・エマヌエーレ2世・エンリコ・チャルディーニ率いるサルデーニャ軍とフランス軍の連合軍が、フリードリヒ・ツォーベル率いるオーストリア帝国軍と戦い、フランス・サルデーニャ連合軍が勝利した。
第二次イタリア独立戦争における最初の戦いであったモンテベッロの戦いは、決定打こそサルデーニャ王国軍のマウリツィオ・ゲルベ・ソナス大佐の活躍によるものであった一方で、実質的にはフランス軍とオーストリア帝国軍との衝突であった。パレストロの戦いはその戦力の大半をサルデーニャ王国軍が占めておりフランス軍は実質的に支援に回っていることから、サルデーニャ王国にとっては第二次イタリア戦争初めての本格的かつ大規模なオーストリア帝国軍との衝突であった。

## 背景
1859年5月20日、モンテベッロでフランス・サルデーニャ連合軍とオーストリア帝国軍が衝突した。兵力的には数で勝るオーストリア帝国軍だったが、フランス軍の先進的な戦術や武器、そして槍兵部隊のノヴァーラ第5連隊、アオスタ第6連隊および騎兵隊のモンフェラート第13連隊によって構成される軽旅団を率いて応援に駆け付けたマウリツィオ・ゲルベ・ソナス大佐の活躍が決定打となって、この「モンテベッロの戦い」に敗北し、オーストリア帝国が望んでいた戦争の早期終結は絶望的なものとなった。
これにより、指揮を任され慎重にサルデーニャ王国を撃退すべきと考えていたギュライ伯爵は、ピアチェンツァに向けて進軍する連合軍を目撃したことから、主戦力がピアチェンツァ周辺に集結していると考えオーストリア帝国軍は彼の指揮のもとその方角へと進軍を開始した。しかしそれは大きな誤りであり、サルデーニャ王国軍は迂回しながら北進をしていた（ピアチェンツァはモンテベッロから南にある）。

## 戦闘の経過

### 前哨戦
サルデーニャ王国軍が北進した先にはオーストリア帝国軍が占領した小都市パレストロがあった。パレストロの戦いが発生する前々日の5月29日には、パレストロとその周辺を巡ってサルデーニャ王国軍とオーストリア帝国軍が小競り合いをした。翌5月30日にはパレストロに隣接するヴィンツァーリオでセージア川を渡河したジョバンニ・ドゥランド率いるサルデーニャ王国軍が、オーストリア帝国軍と衝突して「ヴィンツァーリオの戦い」が勃発。また時同じくして偵察任務としてセージア川から小都市ボルゴ・ヴェルチェッリへ向かう途中にマンフレード・ファンティ率いるサルデーニャ王国軍の小隊がオーストリア帝国軍と遭遇してしまい衝突する「コンフィエンツァの戦い」が勃発する。これら戦いはパレストロの戦いの前哨戦として扱われるがフランス軍の支援は無く、また想定外で始まった戦闘であったがいずれもサルデーニャ王国が勝利した。

### 戦闘

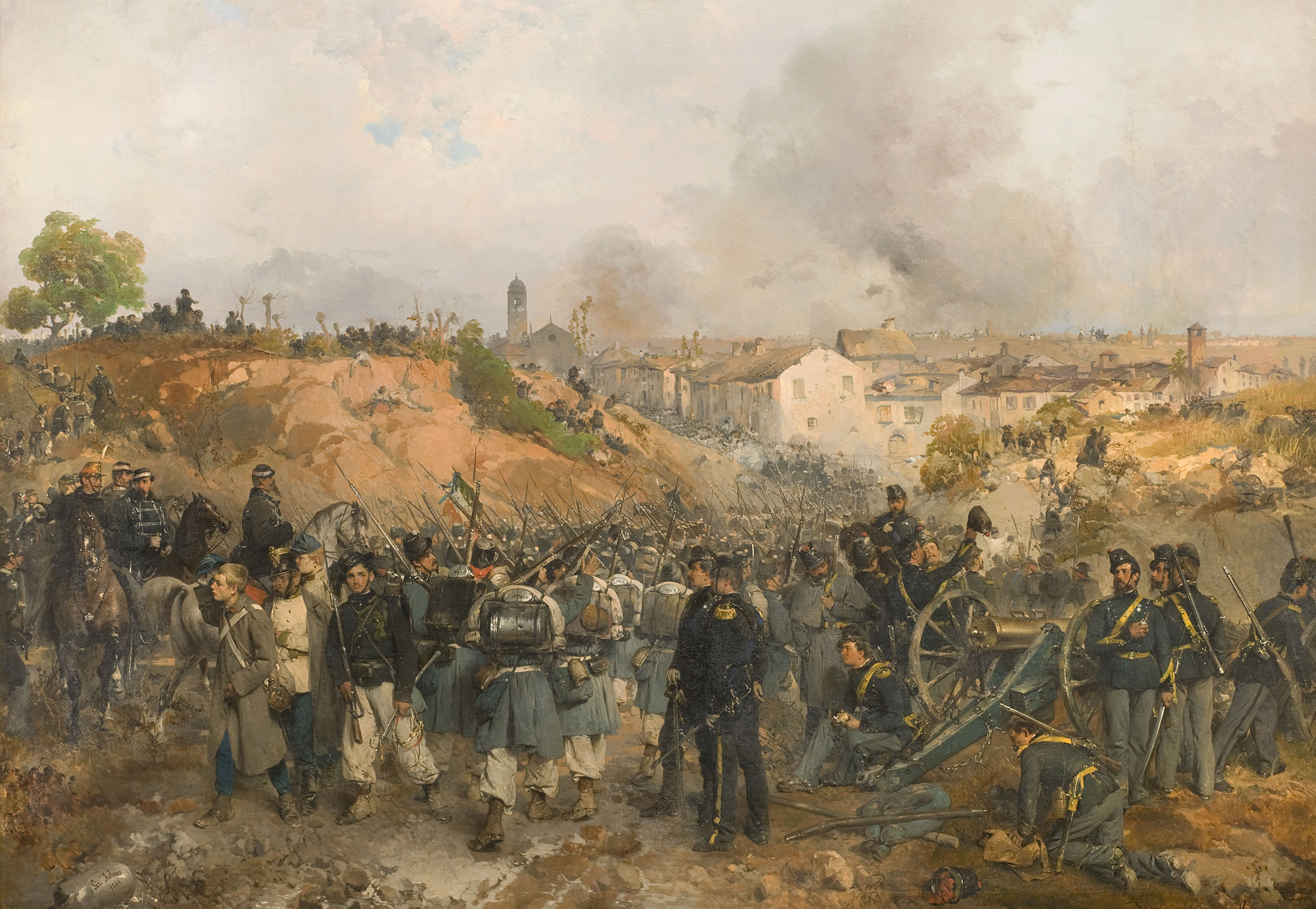
エンリコ・チャルディーニ率いる第四師団がパレストロを征服した様子

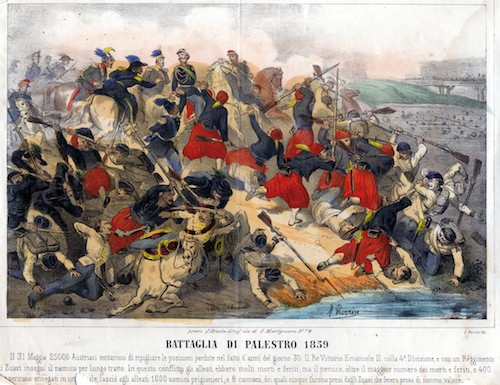
ズアーブ兵を率いるヴィットーリオ・エマヌエーレ2世

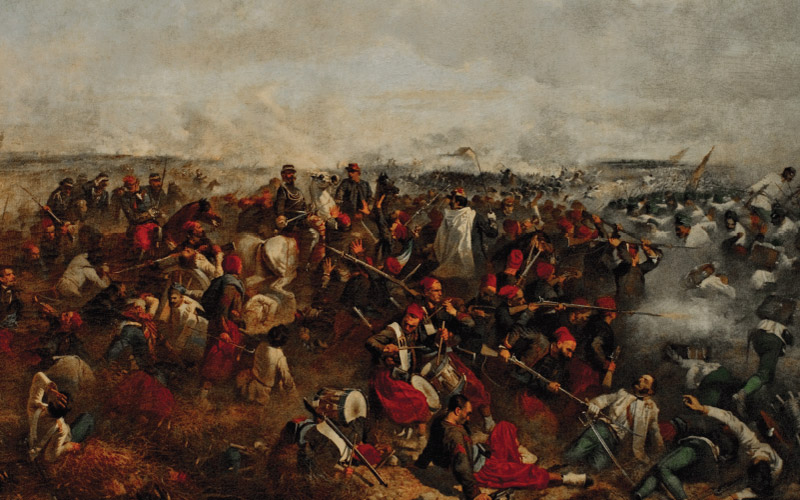
ズアーブ兵を率いるヴィットーリオ・エマヌエーレ2世の戦闘の様子

5月31日、オーストリア帝国軍は二つの前哨戦によりサルデーニャ王国軍がパレストロ周辺に集まっていることを察知した。フリードリヒ・ツォーベルはパレストロ南から進軍してくると予想し兵を南方へと向けたが、エンリコ・チャルディーニ率いるサルデーニャ王国軍第四師団はパレストロを迂回するように北へと回り北から攻めた。その結果オーストリア帝国の防備を切り崩す事に成功し、戦闘は当初サルデーニャ王国優位に進んだ。
さらには前日までに周辺を押さえていたジョバンニ・ドゥランドやマンフレード・ファンティ率いる連隊が加勢。一団を率いていたアンジェロ・ボンジョバンニなどがパレストロ中心部に進軍する武勲を立て、ヴィットーリオ・エマヌエーレ2世も自らズアーブ兵を率いて戦闘に参加したことで兵士の士気高揚に貢献した。その結果、オーストリア帝国軍はパレストロの南側へと退避した。
この時点ですでにオーストリア帝国側は圧倒的な不利に立たされていたが、戦闘を継続。ベルナルディーノ・ペス少将率いる騎兵隊が残ったオーストリア帝国軍を打ち破り、また400名に上る兵士を捕虜とした。オーストリア帝国軍はパレストロの放棄を余儀なくされ、サルデーニャ王国のほぼ単独での勝利となった。

## 戦後
フリードリヒ・ツォーベルおよびギュライ伯爵はパレストロ南からサルディーニャ王国が攻めてくるという考えを最後まで曲げなかった。しかしパレストロ北部はジュゼッペ・ガリバルディ率いるアルプス猟兵隊がいくつかの戦闘に勝利しサルデーニャ王国の実効支配を確立していた。そのことから北部は背後を取られる事の無い安全な地であり、故に迂回してでも北部から攻めてくる可能性もあるためパレストロの北東部に兵を展開すべきという意見は、前日の段階で出ていた。しかし南部からという方針を変えなかった結果、数で劣るサルデーニャ王国軍に敗北する結果となり、フリードリヒ・ツォーベルは指揮官としての名誉が失墜、死去までそれを取り戻す事ができなかった。

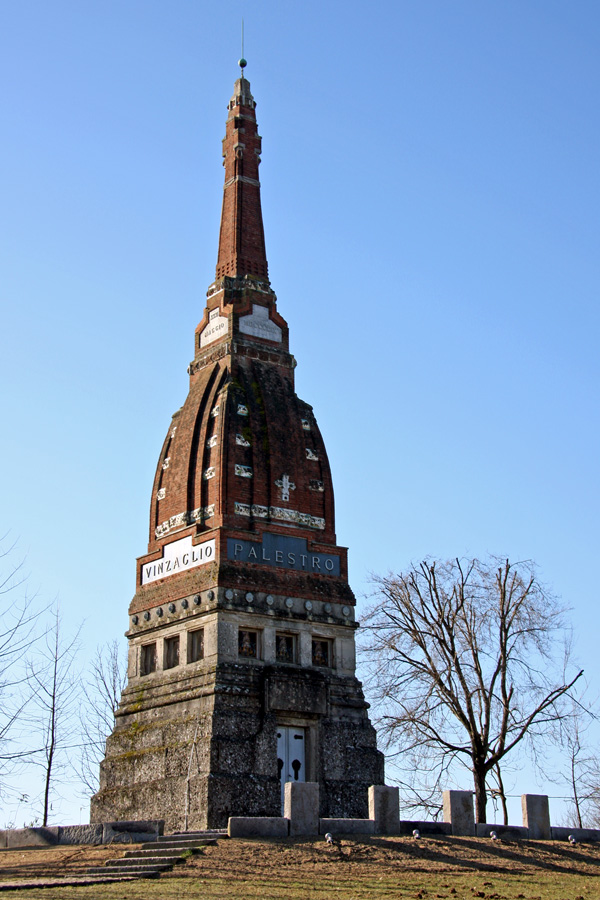
パレストロの納骨堂

また、パレストロでの敗北はオーストリア帝国軍のポー平原への離散を招いた。それはマジェンタの戦いでの大敗の遠因となった。
イタリア統一後の1887年には、パレストロの戦いで散ったイタリア人・フランス人そして敵であったオーストリア人にさえも捧げた「パレストロの納骨堂が建てられた。

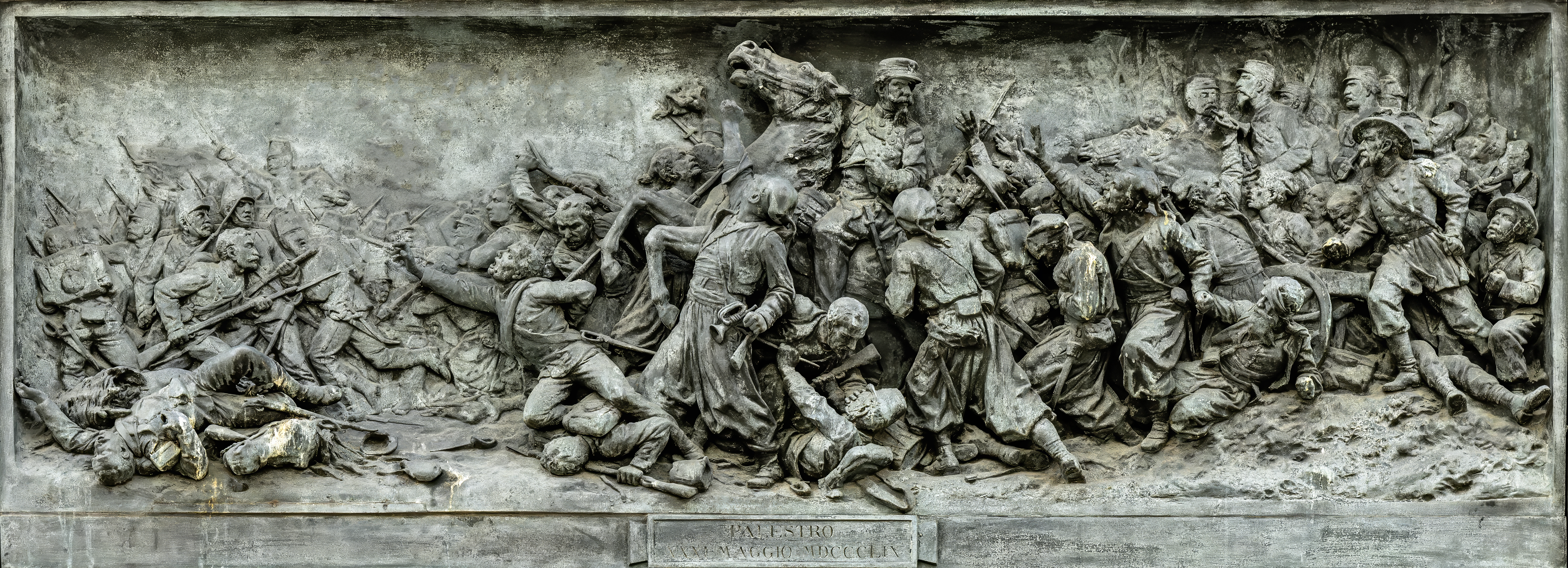
ヴェネツィアのエットーレ・フェラーリによる「バッタリア・ディ・パレストロ」